# Empis lutea
Empis lutea är en tvåvingeart som beskrevs av Johann Wilhelm Meigen 1804. Empis lutea ingår i släktet Empis och familjen dansflugor. Arten har ej påträffats i Sverige. Inga underarter finns listade i Catalogue of Life.